# 優雅なインドの国々

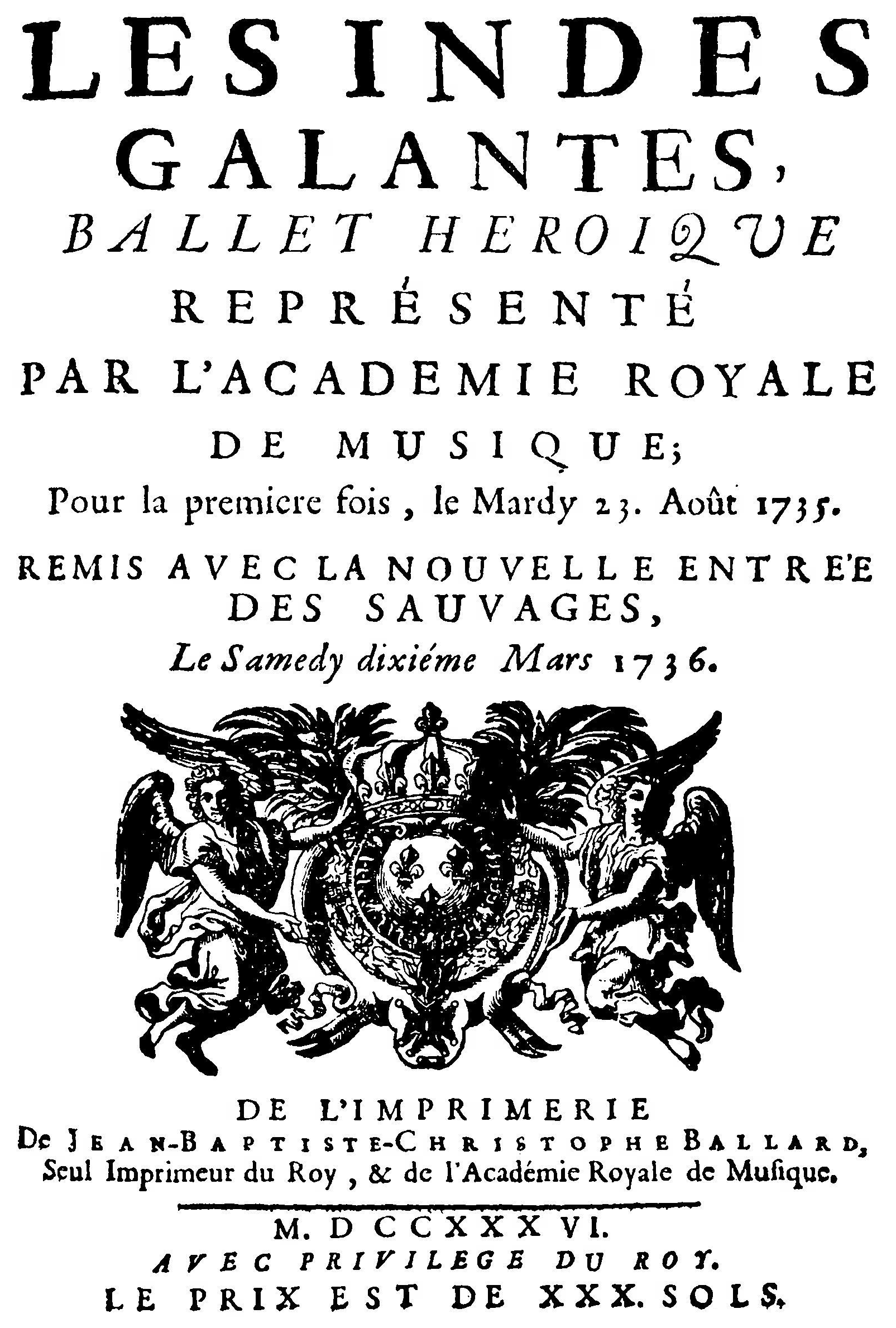
楽譜の表紙

『優雅なインドの国々』（ゆうがないんどのくにぐに、フランス語: Les Indes galantes）は、ジャン＝フィリップ・ラモーが作曲したプロローグを備えた4 幕からなるオムニバス形式によるオペラで、オペラ＝バレに分類される。1735年8月23日にパリ・オペラ座によって、テュイルリー宮殿の広間で初演された。フランス語のリブレットはルイ・フュズリエが作成した。

## 概要
ラモーは『優雅なインドの国々』と『エベの祭典』（1739年）『栄光の神殿』（1745年）などによりオペラ＝バレという形式を絶頂に導いた。この時代はプロのダンサーが宮廷のアマチュアに取って代わろうとする時代であった。オペラ＝バレエの代表作には本作に先行するアンドレ・カンプラの『優雅なヨーロッパ』（1697年）が挙げられる。
1735年8月23日の初演は振付がミシェル・ブロンディ、美術はニッコロ・セルヴァンドーニ、第3幕でダンサーのマリー・サレが大成功を収める。好評を博したにもかかわらず、1771年にレパートリーから外れる。
なお、初演時は〈寛大なるトルコ人〉と〈ペルーのインカ人〉の2幕しかなかったが〈花々〉は3回目の上演の際に〈未開人たち〉は1736年3月10日の24回目に付け加えられた。20世紀も半ばとなった1952年6月18日にモーリス・レーマンによる豪華な復元版がパリ・オペラ座にて上演された。これ以後の10年間に246回上演された。
アメリカ初演は1961年5月1日にニューヨーク公会堂で行われた。出演はラスキン、フェリエーロ、プレスラー、シャーリー、トレイら、指揮はダンであった。
日本では2003年2月16日に東京オペラシティ・コンサートホールにて、指揮のウィリアム・クリスティとレザール・フロリサンによって演奏されたが、コンサート形式でのハイライト上演が行われた。日本初演としては2015年 5月16日に練馬文化センターにおいて、ジョイ・バレエ ストゥーディオによって、演出が錦織佳子、指揮は野澤知子で上演されたと記録されている。

## 作品と音楽

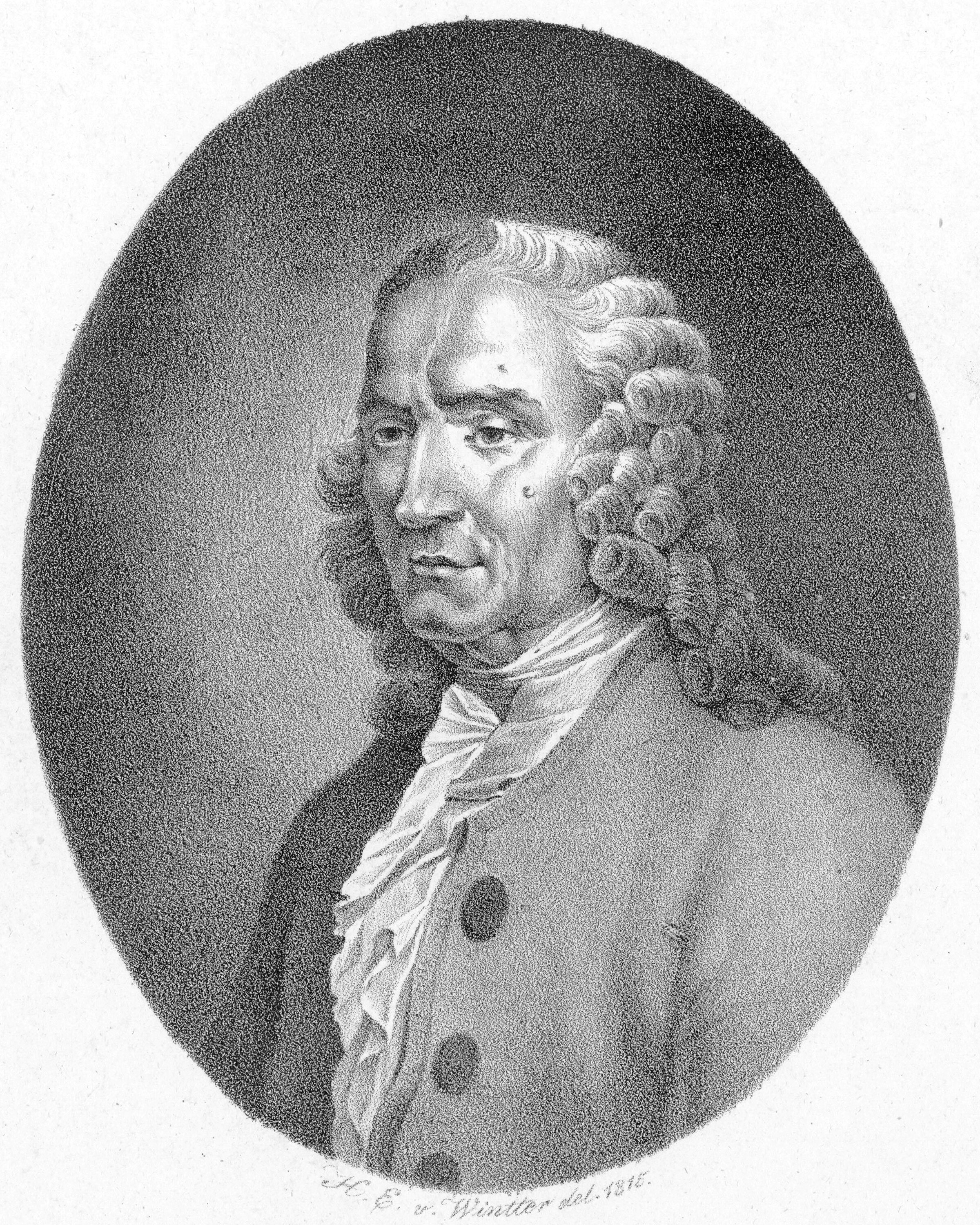
ラモー

『ラルース世界音楽事典』は「本作はラモーの作品の中で、最も有名なもののひとつで、彼の舞台作品の第2作である。4幕の劇としての出来にはばらつきがあり、最も低調なのが第3幕、最も成功しているのが第2幕である。しかし、どの幕においても、歌、舞曲ともに素晴らしい音楽が含まれている。そのうえ、各幕はそれぞれに相応しい個性を持っている。第1幕には舞曲が最も少ないが、エミリーのアリアと水兵の合唱にかぶさる、嵐を表す素晴らしいオーケストラ場面がある。第2幕には精緻な三重唱のほかに有名な太陽讃歌「この世の輝く炎」（Clair flambeau du monde）と合唱が精彩を添える70小節の地震の場面がある。この第2幕は雄渾であり、登場人物の、特にユアスカルは非常にうまく類型化されている。第3幕は最も親密な雰囲気をもつが、作品中唯一の四重唱がある。荘重な第4幕には和平の大キセル（煙管）の踊りとして、同じく《未開人の踊り》というクラヴサン曲を編曲した舞曲があり、これに続きあらゆるフランス音楽の中で最も美しい曲であり、見事な管弦楽法によるニ長調のシャコンヌがある」と分析している。

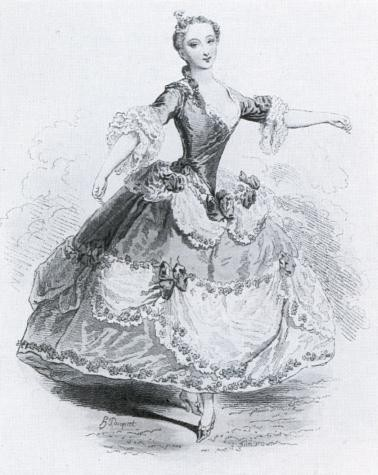
マリー・サレ

澤田肇は「オペラ=バレはリュリが完成させた音楽悲劇よりも、総合芸術としての宮廷バレエの伝統をより忠実に継承する歌劇と見ることもできる。音楽、歌唱、ダンス、衣装などの、どれか一つが突出して重要なのではなく、全体が融合して素晴らしい効果を上げる舞台が目の前に現出する。本作はこのことの好例となっている。―中略―ヴァレールとエミリーがトルコから故郷に戻ることができるようになった時の喜びは18世紀のプロヴァンス・ダンスの開放的な、弾けるような動きが表現されている。ペルーの神聖な山が噴火する場面では音楽に数学的厳密性さえ感じられ、ファニに危機が迫るドラマに現実味を与えている。タクマとファティムが異なる性の衣装を身につけることから生じる勘違いの言動はヴォードヴィルを見ているかのような笑いを生じさせる。ペルシャ人たちの花の踊りは、微笑ましくも官能的で、幸せな恋人たちの未来を暗示している。アダリオとジマの恋物語は単純に楽しい歌と踊りがめぐって、感動的な大団円を迎える。―中略―このように本作では詩と音楽とダンスが非常に生き生きとしたものになっている」と述べている。指揮者のウィリアム・クリスティはラモーはストラヴィンスキー以前の最大のバレエ音楽の作曲家だと語っている。
グラウトによれば「ラモーの音楽には舞台の間をふさぐためや、舞台外の戦いを暗示するための多数の短いシンフォニアがある。器楽曲の中で、最も多いのは舞踏曲である。その種類は簡単なメヌエットから精巧なシャコンヌまであらゆるタイプを含み、驚くほど変化に富み、新鮮で創意に満ちた変化を持っている。16世紀のバレエに始まってシャンボニエール、リュリ、フランソワ・クープランなど多くの作曲家の手で育てられたフランス最古の器楽的伝統が、ここで見事に開花している。ラモーの音楽はフランスの他のどの作曲家より、不思議に踊り手の動きを生き生きと連想させる力を持っている。それは文字通り《舞踏》（耳に聞こえる身振り）である」と述べている。
台本に見事な音楽をつけたラモーは、それまで取るに足らないジャンルと見なされていたオペラ＝バレを新たな水準へと引き上げた。例えば「インカ人」には悲劇にも匹敵する迫力を持ち込んだ。噴火が始まってから、この幕が終わるまでほとんど切れ目のない350小節におよぶ音楽が続き、その中で歌とオーケストラがまれに見る激しさで相互に絡み合う。また、この幕の中心人物はユアスカルだが、その狂信的だが、頼もしい性格を『イポリートとアリシー』以外では見られないほどの確かな技術で描き出している。その他の場面では、優雅で多彩なアリアと舞曲が印象的である。なかでも「未開人たち」は人気が高く、ここには1725年にパリで2人のアメリカ・インディアンの踊りから着想されたラモーのクラヴサン曲『未開人たち』からの編曲も含まれている。

## リブレット

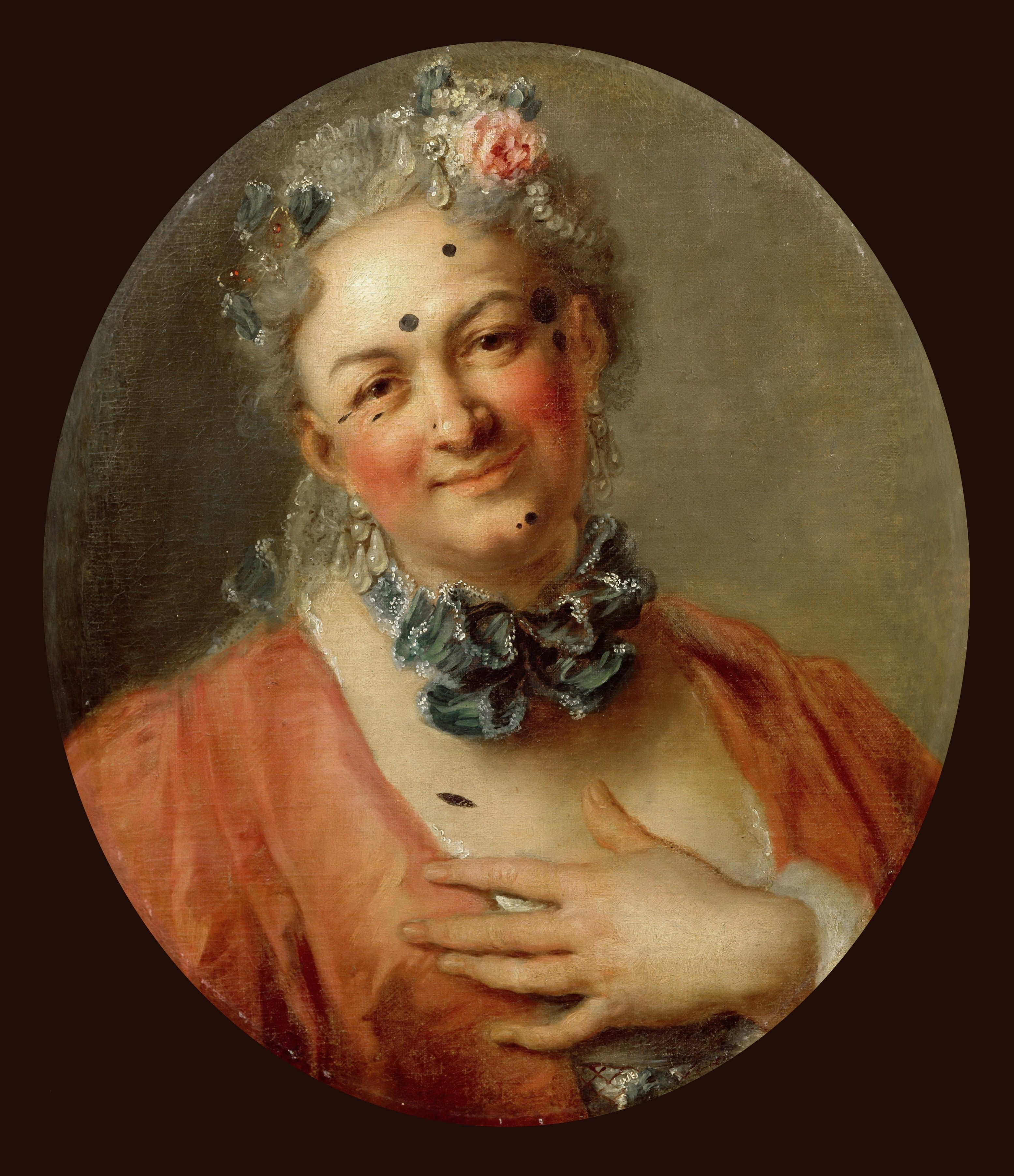
ジェリオット

本作は愛をテーマとしたオムニバス形式の4つのエピソード（アントレ）からなる作品であるが、台本は当時流行していた演劇的な可能性に富んだ主題、異国趣味を取り上げ、各幕はヨーロッパの外のどこともはっきりしない国、すなわち想像上のインド諸国で展開する。
『新グローヴ オペラ事典』は「フュズリエのリブレットは、ラモーの時代にはかなり非難を浴びたが、良い点もたくさんある。どの幕にも明確な特徴があり、プロローグ以外には神話的な要素は介入していない。フュズリエは的確に場所を選び、その土地固有の儀式を取り入れて、視覚面でも物語面でも効果を上げている。（儀式については当時の出来事を報告した出版物や、自らの体験をもとにしている。）執筆に際して、フュズリエはヨーロッパとその他の文化との対比を明らかにしようとしたが、このときヨーロッパが必ずしも優位に立っているわけではなかった。「寛大なるトルコ人」の物語や「気高い未開人」に捧げられた、明るく感動的な物語はその例証である」と分析している。
岸純信によれば、第1幕は18世紀末から流行する救出劇のスタイルを先取りするものである。第2幕は悲劇の色合いを強く打ち出した幕で、第3幕は田園牧歌劇の味わいを楽しむべき幕で、第4幕はコミカルな幕であり、台本作家フュズリエの人物造形法が効果を発揮した情景でもあり、ラモーの音楽もヒロインの崇拝者たちに個性的な音色を与えている。

## 演奏時間
プロローグ：約30分、第1幕：約35分、第2幕：約40分、第3幕：約45分、第4幕：約40分、合計：約3時間10分。

## 登場人物
| 人物名                           | 原語       | 声域                            | 役                           | 初演のキャスト                                                                            |
| プロローグ                       | プロローグ | プロローグ                      | プロローグ                   | プロローグ                                                                                |
| -------------------------------- | ---------- | ------------------------------- | ---------------------------- | ----------------------------------------------------------------------------------------- |
| エベ                             | Hébé       | ソプラノ                        | 青春の女神                   | エルマンス嬢 （Mlle Eremans）                                                             |
| アムール                         | L' Amour   | ソプラノ                        | 愛の神                       | プティパ嬢                                                                                |
| ベローヌ                         | Bellone    | バス                            | 戦争の女神                   | キュイニェ（Cuignier）                                                                    |
| 第1幕 : 寛大なるトルコ人         |            |                                 |                              |                                                                                           |
| エミリー                         | Emilie     | ソプラノ                        | ヴァレールの妻。捕われの身。 | マリー・ペリシエ                                                                          |
| ヴァレール                       | Valère     | オートコントル （Haute-contre） | エミリーの夫                 | ピエール・ジェリオット                                                                    |
| オスマン・パシャ                 | Osman      | バリトン                        | トルコの支配者               | ジャン・ダン（息子） （Jean Dun"fils"）                                                   |
| 第2幕 : ペルーのインカ人         |            |                                 |                              |                                                                                           |
| ファニ                           | Phani      | ソプラノ                        | インカの王女                 | マリー・アンティエ                                                                        |
| ドン・カルロス                   | Don Carlos | オートコントル                  | スペインの士官               | ピエール・ジェリオット                                                                    |
| ユアスカル                       | Huascar    | バス                            | スペインの神官               | クロード＝ルイ＝ドミニク・シャス＝ド＝シネー （Claude-Louis-Dominique Chassé de Chinais） |
| 第3幕 : 花々 1735年8月           |            |                                 |                              |                                                                                           |
| ファティム                       | Fatime     | ソプラノ                        | タクマの妾                   | プティパ嬢                                                                                |
| ザイール                         | Zaïre      | ソプラノ                        | アリの女奴隷                 | エルマンス嬢 （Mlle Eremans）                                                             |
| タクマ                           | Tacmas     | オートコントル                  | ペルシャの王子               | ドゥニ＝フランソワ・トリブー （Denis-François Tribou）                                    |
| アリ                             | Ali        | バリトン                        | タクマの親友                 | Personモンヴィル嬢 （Mlle Monville）                                                      |
| 第4幕 : 未開人たち 1736年3月10日 |            |                                 |                              |                                                                                           |
| ジマ                             | Zima       | ソプラノ                        | アダリオの恋人               | マリー・ペリシエ                                                                          |
| アダリオ                         | Adario     | バリテノール                    | アメリカの部族の勇士         | ルイ＝アントワーヌ・キュヴィリエ （Louis-Antoine Cuvilliers）                             |
| ダモン                           | Damon      | オートコントル                  | フランスの士官               | ピエール・ジェリオット                                                                    |
| ドン・アルヴァール               | Don Alvar  | バス                            | スペインの士官               | ジャン・ダン（息子） （Jean Dun"fils"）                                                   |

## 楽器編成
- 木管楽器:フルート2、オーボエ2、ファゴット4
- 金管楽器:トランペット2、ミュゼット
- 打楽器: ティンパニ、タンバリンほか
- 弦楽合奏、チェンバロ

## あらすじ

### プロローグ
女神エベの宮殿

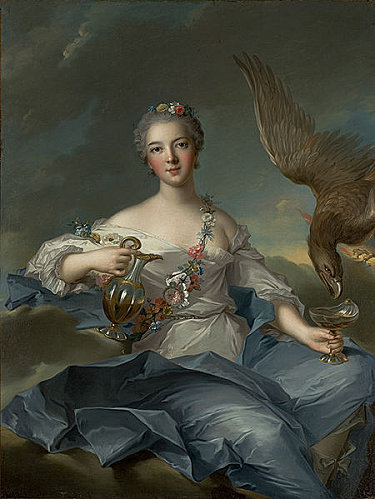
ジャン＝マルク・ナティエによるエベを演じたシャルトル女大公

フランス、イタリア、スペイン、ポーランドの若者たちがやって来る。女神エベが「若者たちよ、恋の情熱に従え」とかたりかけると、若者たちは踊り出す。エべは「ミュゼットよ、この喜びに満ちた森に鳴り響け」と歌う。すると、これを打ち消すように、太鼓が打ち鳴らされ踊りが中断される。戦いの女神ドローヌがやって来る。ベローヌは兵士を連れており、若者たちに「武装せよ！兵士となるのだ」と扇動する。エベは怒って「パフォスの人々を略奪するな」と叫ぶが、若者たちはベローヌに従って、兵士たち、森の精ニュンフたちの合唱が女神ディアーヌを讃えている。ディアーヌと愛の神アムールが森の住人の支配権をめぐって激しく口論となる。そこに大神ジュピテルが降臨し、年に一度だけは森に住む純潔の乙女達をアムールに任せてよいと命じて、立ち去る。ディアーヌはやむなく承諾するが、アテネのテゼの息子イポリートとパラスの末裔アリシーは保護すると約束する。アムールは愛の勝利を歌い、森の住人も唱和して終わる。

### 第1幕: 寛大なるトルコ人
オスマン・パシャの海に近い宮殿

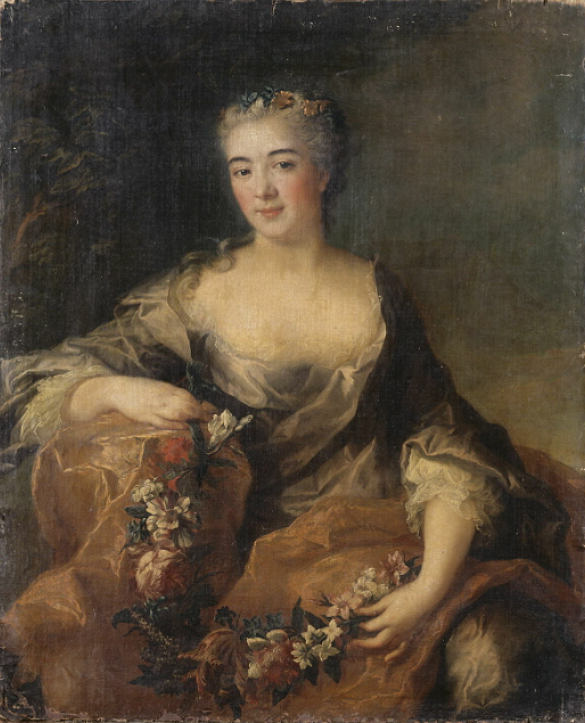
初演でエミリーを演じたマリー・ペリシエ

キリスト教徒のエミリーは、トルコの海賊に捕らえられ、奴隷となっている。オスマンは美しいエミリーに恋に落ち、求愛する。しかし、エミリーは「自分は結婚している」と言い、オスマンの誘いを拒否する。エミリーは、離れ離れになってしまったヴァレールを想い続けている。オスマンは今さら、無益なことを願っても苦しむだけなので、そのようなことは忘れるがよいと語って立ち去る。ヴァレールが船に乗り、海岸近くのオスマンの庭園に近づいたときに、激しい嵐が発生し、船とその船員たち共々、岸に打ち上げられたのだった。彼らは捕らえられ、奴隷にされてしまう。エミリーは奴隷たちの中に、夫ヴァレールを見出す。ヴァレールはエミリーを探して幾千もの土地を訊ねたと言う。偶然にも二人は再会を果たす。しかし、二人とも捕らわれの身であるため、先行きに大きな懸念が残る。ヴァレールはオスマンに呼び出される。オスマンが現れると、まったく意外なことに「ヴァレールよ、エミリーと共に自由を手にするがよい」と告げる。オスマンは「自分はかつてヴァレールの奴隷であった者、ヴァレールの寛大な心は私が目標とするものである。」言う。オスマンは二人に船と船乗りを用意し、出航させる。オスマンとヴァレールは双方を讃え合い、感謝と共に別れるのだった。

### 第2幕: ペルーのインカ人
ペルーの砂漠
インカの王家の血を引くファニはスペインの士官カルロスと愛し合っている。ファニは二人が結ばれることはインカ人たちの怒りを招きかねないので、太陽の祭典に集まって来るインカ人たちが暴動を起こすのではないかと心配する。そして、彼女はカルロスに祭典に来て、そのまま自分を連れて逃げて欲しいと頼む。カルロスが立ち去ると神官ユアスカルが現れて、ファニへの恋心を打ち明けようとする。ユアスカルは「太陽神が私の口を借りて、貴女を私の妻に選ばせたのだ」と言う。ファニがそんなお告げは信じないと言う。ユアスカルは無慈悲な征服者を愛するのかと非難する。ファニが立ち去ると、ユアスカルは太陽神に祈り、ペルー人たちは踊る。すると、空には黒雲がたち込め、火山が噴火し始める。ユアスカルは皆の前でファニを捕まえ、自分のものにしようとすると、カルロスが兵隊を連れて現れ、「ユアスカルの共犯者は成敗した」言い、ファニを救う。すると、再び火山が噴火し、ユアスカルは流れ出た溶岩にのみ込まれるのだった。

### 第3幕:  花々
アリの宮殿の庭
ペルシャの王子タクマは愛妾ファティムに飽きて、親友アリの女奴隷ザイールに惚れてしまう。タクマは後宮に出入りする女商人に変装して、彼女に近づこうとする。女装したタクマはアリに会い、「ザイールを自由の身にしたい」と言う。アリは驚きつつも王子の願いを聞き入れるが、愛妾ファティムはどうするのかと問う。タクマはファティムなど好みの女性ではないと言う。そして、ザイールの気持ちを聞きたいので、このような女装をしていると言う。一方で、密かにファティムに恋しているアリは、自分に好都合な展開に気を良くする。そこに、ザイールが姿を現すと、タクマは物陰に隠れる。恋の悩みを告白するザイールに私が手を貸しましょうと言って女装したタクマが寄って来て、自分の肖像画を見せて、彼女の反応を窺う。彼女は怒り出し、立ち去ってしまうので、タクマはザイールが他の男を愛しているのではないかと打ちひしがれる。そこへ、ポーランド人の奴隷に扮したファティムがやって来てタクマに「私はこの美しい宮殿の王子に惚れている」と言う。タクマがお前は何という名前だと詰問する。ファティムが狼狽していると、ザイールと共にアリがやって来る。アリはこのポーランド人奴隷はファティムだと見抜く。タクマはアリが自分の妾ファティムを愛していることを見抜き、ファティムをアリに譲る。しかし、タクマはザイールに愛されていないことを嘆く。ザイールは自分が狼狽したのは好きな人を目の当たりにしたからとタクマの誤解を解く。これで4人はそれぞれ愛する人と結ばれることになり、二組の結婚式が行われる。ファティムが「薄暮のもと、このように美しい花々が恋人たちの愛を見守るのです」（Jamais si belles Fleurs sous ce naissant ombrage,N'ont merité de fixer tes amours.）と歌って、幕を閉じる。

### 第4幕: 未開人たち
アメリカの森林地帯、フランスとスペインの植民地の境界あたり　

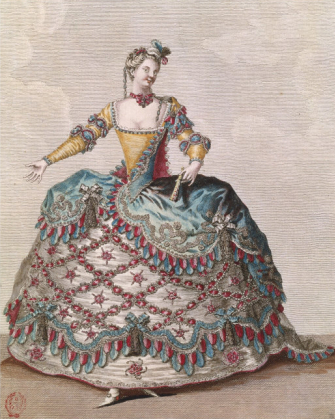
ジャン＝バティスト・マルタンによるインドの女

アメリカのインディアンの勇士アダリオは恋人のジマがフランス人士官のダモンとスペイン人士官アルヴァールに目をつけられているので、心配している。アダリオが物陰に隠れると、ダモンとルヴァールが姿を現す。ダモンはフランス人にとって恋愛は移り気なものと歌う。アルヴァールはスペイン人の愛し方はもっと情熱的なものと歌う。ジマは「私たちはもっと自然な愛し方を好む、スペイン人は相手を束縛し過ぎるし、フランス人は愛情が不足している」と言う。さらに、アダリオを指さし「あの人こそが私が望む人」と言う。アルヴァールは怒るが、ダモンがなだめ、事は丸く収まる。アダリオとジマは婚約し、アダリオは皆の前で平和が回復されたことを宣言し、征服者たちとも喜びを分かち合おうと言う。ジマは「統治せよ、歓喜と快楽よ！われらの森で勝ち誇れ！」（Régnez, plaisirs et jeux! Triomphez dans nos bois!）と歌う。未開人たちの舞踏で締めくくられる。

## 関連作品
アンドレ・カンプラ
- オペラ『優雅なヨーロッパ（英語版）』（1697年）

## 主な全曲録音・録画
| 年        | 指揮者 管弦楽団 合唱団 | 主な歌手 | レーベル その他                                                                                            |
| --------- | --- | --- | --- |
| 1973      | ジャン＝クロード・マルゴワール 王室大厩舎・王宮付楽団 ラファエル・パスケ声楽アンサンブル                                                         | アンヌ=マリー・ロッド ラシェル・ヤカール ジャニーヌ・ミショー ブルース・ブルーワー クリスティアン・トレギエ ジャン＝クリストフ・ブノワ                    | CD:SONY EAN:0889853382927                                                                                  |
| 1974      | ジャン＝フランソワ・パイヤール パイヤール室内管弦楽団 ヴァランス・ア・クール・ジョワ声楽アンサンブル                                             | ジェルダ・アルトマン ジェニファー・スミス フィリップ・フッテンロッハー ジョン・エルウェス ルイ・ドゥヴォス                                                | CD:ERATO EAN:0745099531027                                                                                 |
| 1991      | ウィリアム・クリスティ レザール・フロリサン （管弦楽団および合唱団）                                                                             | サンドリーヌ・ピオー ミリアム・ルッジェリ クラロン・マクファーデン イザベル・プルナール ジャン=ポール・フシェクール ニコラ・リヴァンク ハワード・クルック | CD:Harmonia Mundi EAN:4909346701427                                                                        |
| 2003      | ウィリアム・クリスティ レザール・フロリサン （管弦楽団および合唱団） 演出:アンドレイ・セルバン                                                   | ダニエル・ドゥ・ニース パトリシア・プティボン アンナ=マリア・パンツァレッラ ポール・アグニュー ニコラ・リヴァンク                                         | DVD:DENON EAN:4909346701427 ガルニエ宮での上演                                                             |
| 2016      | アイヴァー・ボルトン ミュンヘン祝祭管弦楽団 バルタザール・ノイマン合唱団 演出：シディ・ラルビ・シェルカウイ バレエ：ダンサーズ・オブ・エストマン | リセッテ・オロペーサ アンナ・プロハスカ エルザ・ブノワ フランソワ・リス シリル・オヴィティ                                                                | DVD:Bel Air EAN:4562240288144 プリンツリーゲン劇場での上演                                                 |
| 2014      | クリストフ・ルセ レ・タラン・リリク ボルドー歌劇場合唱団 演出:ラウラ・スコッツィ                                                                 | アメル・ブラヒム・ジェルール ユディト・ファン・ワンロイ オリベラ・トパロビッチ ブノワ・アルノール                                                         | DVD:Alpha EAN:760014197109 ボルドー歌劇場での上演                                                          |
| 2018      | ジェルジュ・ヴァシェジ オルフェオ管弦楽団 パーセル合唱団                                                                                         | シャンタル・サントン＝ジェフリー ヴェロニク・ジャンス レイナウト・ファン・メヘレン トマ・ドリエ ジャン＝セバスティアン・ブー                              | CD:Glossa EAN:8424562240056 1761年の改訂版（プロローグと3幕）                                              |
| 2019-2020 | ヴァランタン・トゥルネ ラ・シャペル・アルモニーク （管弦楽団および合唱団）                                                                       | アンナ・カンタンス エマニュエル・ド・ネグリ ジュリー・ロゼ マティアス・ヴィダル エドウィン・クロスリー＝マーサー アレクサンドル・デュアメル               | CD:Chateau De Versaille EAN:4589538764289 ヴェルサイユ王立歌劇場での録音 1761年の改訂版（プロローグと3幕） |

- プロダクションにより歌手は複数の役を兼ねている。